# Zastava M80
O Zastava M80 era um fuzil de assalto de 5,56 mm produzido pela Zastava Arms. O M80 tinha uma coronha fixa de madeira, enquanto o M80A tinha uma coronha de metal dobrável para baixo. Foi introduzido no início da década de 1980. Era a versão de 5,56 mm do Zastava M70, com cano mais longo, posteriormente melhorado em 1990 para o Zastava M90.

## Projeto
É operado a gás e suporta cadência de tiro semiautomática e automática.
A M85 é uma carabina compacta relacionada ao M80, também com câmara de 5,56 mm.